# Tachina victoria
Tachina victoria là một loài ruồi trong họ Tachinidae.